# ArcheAge
 (février 2023).
Si vous disposez d'ouvrages ou d'articles de référence ou si vous connaissez des sites web de qualité traitant du thème abordé ici, merci de compléter l'article en donnant les références utiles à sa vérifiabilité et en les liant à la section « Notes et références ».
En pratique : Quelles sources sont attendues ? Comment ajouter mes sources ?
ArcheAge est un jeu de rôle en ligne massivement multijoueur (MMORPG) médiéval fantastique en développement par l’entreprise coréenne XL Games.

## Historique
En 2009, la société XL Games officialise leur nouveau MMORPG ArcheAge (connu auparavant sous le nom project X2), qui utilise CryEngine 2. Le développement de ce jeu a débuté depuis 2006. En août 2007, XL Games achète la licence pour l’utilisation du moteur graphique CryEngine 2.
En juin 2010, la première beta fermée se déroule en Corée du sud. Une autre bêta se déroula fin 2010. Une troisième bêta fermée est prévue pour mai-juin 2011.
À terme, le jeu doit passer sous CryEngine 3, qui fut notamment développé pour mieux correspondre aux attentes des MMORPG. Cependant, l’utilisation de CryEngine 3 se limiterait aux animations, à la physique et aux graphismes, la mise en réseau et d'autres sous-programmes divers resteraient inchangés.

## Système de jeu
ArcheAge est un MMORPG dans un monde médiéval et fantastique auquel le joueur peut participer en y construisant des bâtiments, des embarcations et aussi faire des récoltes pour ensuite les revendre ou pour en faire vivre sa propre économie.
Les développeurs promettent une communauté telle que celle de Ultima Online, un PvE comparable à World of Warcraft et un PvP tel que dans Lineage 2. Le jeu lui-même est conçu comme un « bac à sable » - où le joueur est complètement libre de choisir ce qu'il veut faire et comment survivre. Le GRB (Game Rating Board), une organisation sud-coréenne qui définit des catégories d'âge de jeu, a donné un âge de 15 ans minimum pour ArcheAge.

### Races
Il existe 6 types de races dans le jeu[réf. souhaitée], chacun se développant seul, aucune faction n'est méconnaissable dans le jeu mais, les 6 races sont divisées en 2 groupes avec chacune sa propre capacité. Les Nuiens avec les Elfes et Les Firrans avec Les Haranis.
Tous possèdent une capacité spéciale :
- Les Nuiens reçoivent un bonus sur leur statistiques et peuvent construire des choses plus vite que les autres races.
- Les Elfes retiennent plus longtemps leurs respirations sous l'eau et peuvent nager plus vite.
- Les Nains peuvent se transformer en mastodontes, une forme de combat mécanique n’offrant que quelques capacités et possèdent une compétence leur permettant de réduire leur temps de production en mécanique.
- Les Firrans (ressemblant a des chats) eux peuvent tomber de très haut en subissant moins de dégâts et peuvent aussi grimper plus vite aux arbres et aux échelles.
- Les Haranis ont la capacité de créer plus de portails et de pouvoir abattre les arbres et cueillir plus vite.
- Les Chaotes peuvent se transformer en ravageurs, une forme de combat démoniaque n’offrant que quelques capacités et possèdent une compétence leur permettant d’augmenter leur vitesse de déplacement lors du transport d’un colis.

### Continents
Le monde est séparé en 3 continents :
Auroria, au nord
Nuia à l'ouest, berceau des nuiens, des elfes et des nains
Haranya à l'est, berceau des firrans, des haranis et des chaotes
Chaque race possède une monture particulière que l'on obtient très rapidement dans le jeu. Il est possible d'acheter d'autres montures, ainsi que se procurer des familiers de combat.

### Caractéristiques
- Très grande carte du monde (comparable à World of Warcraft avec ses extensions) (se compose de 3 continents)[réf. nécessaire]
- Un environnement dynamique
- JcJ de masse (100 + personnes)
- logement Player (possibilité de construire des maisons)
- Artisanat et de production
- Interface réglable
- Transport (chevaux, bateau par exemple)
- Batailles navales via des bateaux constructibles
- Monde persistant

### Jetons APEX
Pour les articles homonymes, voir Apex.
Des jetons, appelés APEX, peuvent être utilisés dans le jeu.
Les jetons peuvent être achetés avec de l'argent réel ou de l'or fictif par les détenteurs d'un compte du jeu officiel en version occidentale. Un APEX peut être utilisé pour apporter un certain nombre de crédits au joueur ou comme objet spéculatif, pouvant ainsi être revendu à des moments stratégiques contre plus d'or qu'à d'autres moments.
Les crédits accordés par les APEXs permettent d'acheter des objets disponibles dans la boutique du jeu (dont certains ne sont pas disponibles ailleurs et apportent ou peuvent apporter un avantage au détenteur de ce dernier, comme des pass abonnés ou des gemmes), ce qui a largement contribué à l'abandon et au dégoût de beaucoup de joueurs fans de MMORPGs envers ce genre à cause du phénomène pay to win (P2W) ou pay to advantages.
Les joueurs peuvent acheter des APEXs à d'autres joueurs s’il n'y a pas de pénuries via l'hôtel des ventes (avec une taxation), par courriers (moins sécurisé) ou directement via un échange rapproché. Il est également possible d'en acheter avec de l'argent réel sur le site officiel du jeu ou à prix réduits via des golds sellers, qui utilisent des failles, des "bots" et/ou de multiples comptes pour amasser suffisamment d'or pour en acheter sur le site officiel ou à d'autres joueurs en jeu, et assurer sur des sites externes un échange de ce jeton en contrepartie d'un versement d'argent réel ou autres (cryptomonnaies, etc.).

## Financements
Le budget de développement du jeu est évalué à 38 millions financé par le développeur et exploitant en Corée XL Games. Au mois de septembre 2010, un nouveau contrat a été annoncé entre les XL Games et Tencent pour pouvoir sortir le jeu en Chine. Cela a attiré beaucoup d'attention, car la licence a été estimée entre 50 et 60 millions de dollars US ; ce qui en fait la deuxième plus grande transaction pour un jeu exporté de la Corée du Sud. Gigamedia, exploitant taïwanais d'un portail de jeu, était en 2007 entré dans le capital de la société avant  de signer un autre contrat le 10 novembre 2010 pour obtenir les droits d’exploitation exclusive d'ArcheAge dans d'autres régions de langue chinoise tels que Taiwan, Hong Kong et Macao. En janvier 2013, Mail.ru achète les droits exclusif en Russie, et Trion Worlds pour le portage et l'exploitation en Europe et aux États-Unis.

## Guide
- Kahn Lusth, Test Online: ArcheAge, 15 octobre 2014, Canard PC n°305, p. 52-55.

## ArcheAge 2
Le prochain jeu tiré de Archeage et annoncé depuis 2021 et 2022,,, sortira finalement lui en 2024,,, information confirmée elle en avril 2023.